# Tindall
Tindall és una població dels Estats Units a l'estat de Missouri. Segons el cens del 2000 tenia 65 habitants.

## Demografia
Segons el cens del 2000, Tindall tenia 65 habitants, 29 habitatges, i 18 famílies. La densitat de població era de 193,1 habitants per km².
Dels 29 habitatges en un 31% hi vivien nens de menys de 18 anys, en un 51,7% hi vivien parelles casades, en un 13,8% dones solteres, i en un 34,5% no eren unitats familiars. En el 27,6% dels habitatges hi vivien persones soles el 6,9% de les quals corresponia a persones de 65 anys o més que vivien soles. El nombre mitjà de persones vivint en cada habitatge era de 2,24 i el nombre mitjà de persones que vivien en cada família era de 2,68.
Per edats la població es repartia de la següent manera: un 26,2% tenia menys de 18 anys, un 6,2% entre 18 i 24, un 32,3% entre 25 i 44, un 20% de 45 a 60 i un 15,4% 65 anys o més.
L'edat mediana era de 32 anys. Per cada 100 dones de 18 o més anys hi havia 92 homes.
La renda mediana per habitatge era de 16.563 $ i la renda mediana per família de 35.625 $. Els homes tenien una renda mediana de 19.167 $ mentre que les dones 25.833 $. La renda per capita de la població era de 10.721 $. Entorn del 13,3% de les famílies i el 14,8% de la població estaven per davall del llindar de pobresa.

## Poblacions més properes
El següent diagrama mostra les poblacions més properes.